# Guma Mousa
Jum'aa Mousa Q'Tait (1º gennaio 1978) è un calciatore libico, di ruolo portiere.

## Carriera
Ha esordito in Nazionale nel 2011.